# Михайлов, Фёдор (думный дьяк)
Фёдор Михайлов (? — 3 (13) мая 1680) — русский государственный деятель, думный дьяк (1672).

## Биография
Впервые упомянут в чине дьяка Пушкарского приказа в 1656 году и Иноземского приказа в 1657. В 1657—1658/59 годах дьяк приказной избы воеводы Ф. В. Бутурлина в Казани. В 1659/60-1662 и 1663-64 годах дьяк Приказа Большой казны, в 1663 году — Приказа Большого прихода. Был близок к придворному клану бояр Милославских, делал вклады в их родовой московский Знаменский монастырь. В период русско-польской войны 1654—1667 годов для выполнения посольских поручений был отправлен в 1661 году в Смоленск в полк князя Ю. А. Долгорукова. Входил в состав возглавляемых князем Н. И. Одоевским русских посольств, которые вели мирные переговоры с поляками в 1662-63 и 1664 годах.
С 16(26).7.1664 по 14(24).8.1672 Фёдор Михайлов возглавлял Тайный приказ. Долгое время был на хорошем счету у царя Алексея Михайловича. Боярский список 1669/70 годов отмечает особое положение Михайлова среди остальных дьяков — его имя в перечне впервые поставлено сразу за именами думных дьяков. После женитьбы царя на Н. К. Нарышкиной Милославские утратили былое влияние при дворе, а вслед за этим потерял свою должность главы Приказа тайных дел и примыкавший к ним Михайлов. В 1672—1677 годах являлся третьим судьёй Приказа Большого дворца. В 1675 году был членом надворных комиссий, которые управляли столицей на время отъездов царя.